# Astragalus consanguineus
Astragalus consanguineus là một loài thực vật có hoa trong họ Đậu. Loài này được Bong. & C.A.Mey. miêu tả khoa học đầu tiên.